# Union Bay
Union Bay är en ort i Kanada.   Den ligger i provinsen British Columbia, i den sydvästra delen av landet, 3 700 km väster om huvudstaden Ottawa. Union Bay ligger 8 meter över havet och antalet invånare är 1 200.
Terrängen runt Union Bay är platt åt nordost, men åt sydväst är den kuperad. Havet är nära Union Bay åt nordost.Närmaste större samhälle är Comox, 11,7 km norr om Union Bay. 